# 完全仮想化

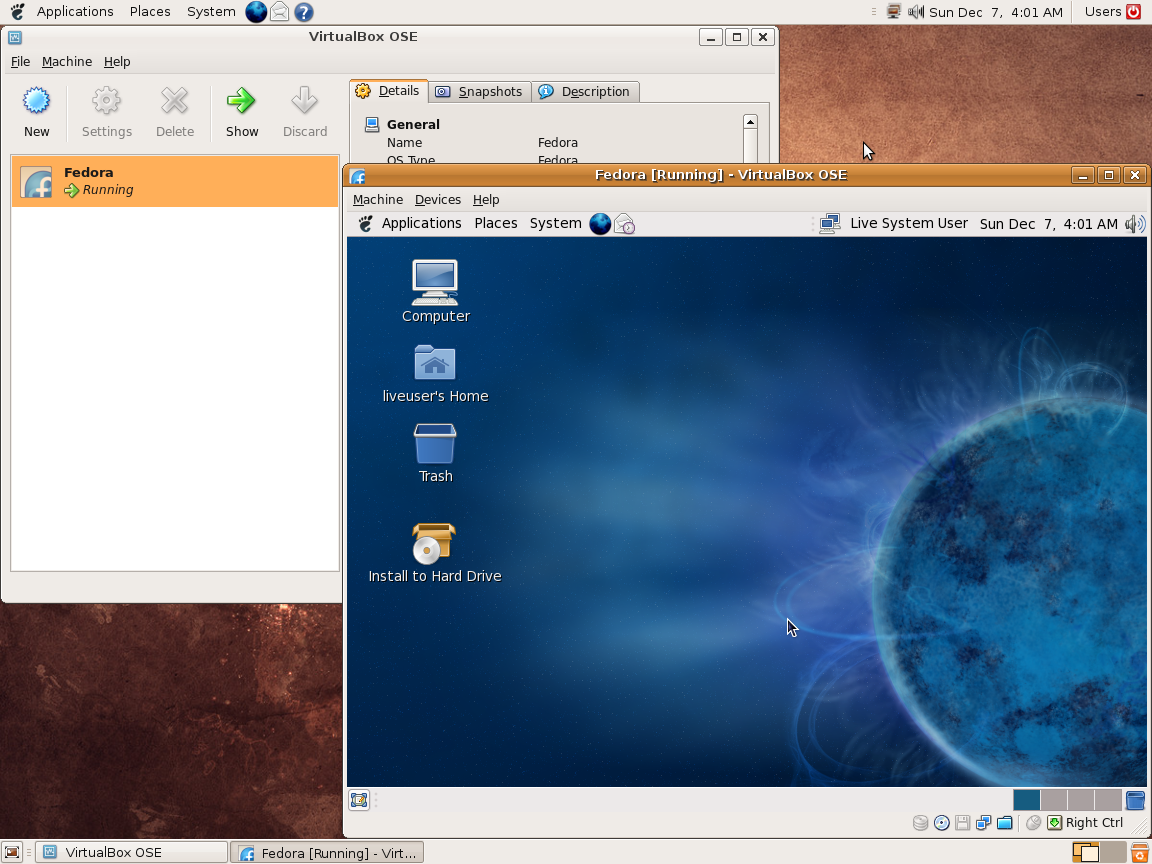
完全仮想化環境のスクリーンショット

計算機科学において、完全仮想化（かんぜんかそうか、英: Full virtualization）とは、特定の種類の仮想機械環境を提供し、基本的なハードウェアを完全にシミュレーションする仮想化技術のこと。準仮想化の対の概念として用いられる。

## 概要
完全仮想化は、全ての重要なハードウェアの特徴が、それぞれの仮想機械として反映される必要である。完全な命令セット、入出力操作、割り込み、メモリアクセス、そして実機械上で起動するソフトウェアから利用されるその他の要素の全てが含まれ、これらは仮想機械の中で機能する。このような環境において、実のハードウェア上で実行可能な全てのソフトウェア（特にオペレーティングシステム）は、仮想マシン上でも動作させることができる。仮想化の明白なテストは、単体利用を意図したオペレーティングシステムが仮装機械上で起動させられるかどうかである。
仮想化プラットフォームのその他の形式には、修正済み、あるいはそのような利用を想定したソフトウェアを、仮想機械上で動作させるものである。
仮想化の項目も参照のこと。